# Manzana de Invierno
Manzana de Invierno es el nombre de una variedad cultivar de manzano (Malus domestica). Esta manzana es originaria de Galicia, está cultivada en la colección de árboles frutales y banco de germoplasma de Mabegondo con el N.º 65; ejemplares procedentes de esquejes localizados en Doroña, lugar situado en la parroquia de Castañeda, del municipio de Arzúa (La Coruña).

## Sinónimos
- "Manzana Manzana de Invierno",[4][5]
- "Maceira Manzana de Invierno".

## Características
El manzano de la variedad 'Manzana de Invierno' tiene un vigor vigoroso. Tamaño grande y porte erguido.
Época de inicio de brotación a partir del 16 de abril y de floración a partir de 9 de mayo.
Las hojas tienen una longitud del limbo de tamaño medio, con la máxima anchura del limbo media. Longitud de las estípulas es corta y la máxima anchura de las estípulas es desconocido. Denticulación del borde del limbo es ondulado, con la forma del ápice del limbo acuminado y la forma de la base del limbo es obtuso. Con subestípulas presentes.
Sus flores tienen una longitud de los pétalos corta, anchura de los pétalos es estrecha, disposición de los pétalos superpuestos entre sí, con una longitud del pedúnculo corta.
La variedad de manzana 'Manzana de Invierno' tiene un fruto de tamaño medio, de forma globoso-cónica, de color bicolor, con chapa a rayas, e intensidad media. Epidermis de textura suave, con pruina en su superficie y con presencia de cera nula. Sensibilidad al "russeting" (pardeamiento áspero superficial que presentan algunas variedades) muy poco sensible. Con lenticelas de tamaño pequeño.
Los sépalos están dispuestos de forma variable, y superpuestos en su base; su fosa calicina profunda y de una anchura media. Pedúnculo de grosor medio y de longitud medio, siendo la cavidad peduncular de una profundidad media y de anchura media. Con pulpa de color blanca, cuya firmeza es intermedia y textura intermedia; su jugosidad es jugosa con sabor de acidez débil, y poco aromática.
Época de maduración y recolección es el 15 de octubre. 'Manzana de Invierno' es una manzana que su destino es la conservación de esta variedad en el banco de germoplasma de Mabegondo como reserva genética.

## Susceptibilidades
- Oidio: ataque débil
- Moteado: ataque débil
- Raíces aéreas: no presenta
- Momificado: no presenta
- Pulgón lanígero: no presenta
- Pulgón verde: ataque medio
- Araña roja: no presenta
- Chancro del manzano: no presenta[3]